# فرودگاه وینرایب
فرودگاه وینرایب (به انگلیسی: Wainwright Aerodrome) یک فرودگاه همگانی با کد یاتا YWV است که یک باند فرود آسفالت و برف دارد و طول باند آن ۹۱۴ متر است. این فرودگاه در کشور کانادا قرار دارد و در ارتفاع ۶۸۰ متری از سطح دریا واقع شده است.